# Louis Harold Gray
Louis Harold (Hal) Gray (ejtsd: luiz herold hel gréj) (London, 1905. november 10. – Northwood, 1965. július 9.) brit fizikus, munkája az ionizáló sugárzás biológiai hatásainak kutatása volt, megalapozva ezzel a radiobiológia tudományterületét. Munkásságának elismeréseképpen az 1975-ös 15. Általános Súly- és Mértékügyi Konferencia róla nevezte el az elnyelt sugárdózis SI-mértékegységét (gray, jele: Gy).

## Élete és munkássága
Louis Harold Gray Londonban született, és szerény körülmények között nőtt fel. Az iskolában lelkes érdeklődést mutatott a természettudományok és a matematika iránt. 13 éves korától, Hal - ahogy a kortársi nevezték - jó osztályzatai révén ösztöndíjjal tanulhatott a neves bentlakásos iskolában, a Christ's Hospitalban. Grayt lenyűgözte a magfizika, ezért a Cambridge-i Egyetemre jelentkezett, ahol példaképe, a Nobel-díjas fizika professzor, Ernest Rutherford (1871-1937) tanított. 1923 karácsonyán ösztöndíjjal felvették a Trinity Collegebe. Gray itt ismerkedett meg későbbi partnerével, egy gyermekkora óta vak teológia hallgatóval; akinek órákon át felolvasott.
Az egyetem után 1933-ban a Mount Vernon Kórházban kezdett dolgozni, majd három évvel később a szintén Nobel-díjas William Lawrence Bragg-gal (1890-1971) együttműködésben megfogalmazta az üreg-kamra elvet, amely még ma Bragg-Gray elv néven ismert. Gray másik fő tevékenységi területe a gamma-sugárzás elnyelődése volt. 1937-ben 400 kV-os neutron generátort épített, amellyel képes volt közvetlenül megmérni az ionizáló sugárzás biológiai anyagokra gyakorolt hatását. Az itt eltöltött hétéves időszak alatt hatalmas tömegű adatot gyűjtött, amely felbecsülhetetlen értékűnek bizonyult a rák sugárkezelésének kifejlesztéséhez. Gray a második világháború alatt visszautasította a Cambridge-i meghívást, hogy ott a neutron katonai célú kutatásával kezdjen foglalkozni.
A háború után, Gray a londoni Hammersmith Kórház Radio-terápiás Kutató Intézetében kezdett el dolgozni, ahol lehetősége nyílt egy ciklotron építésére. Ez a gép lehetővé tette számára, hogy további lépéseket tegyen a besugárzás biológiai hatásainak vizsgálatában. Graynek 1954-ben be kellett szüntetnie a kutatásait a Hammersmith Kórházban, mivel személyes nézeteltérései adódtak a klinika vezetőségével. Ezután visszatért a northwoodi Mount Vernon Kórházba, ahol tervei alapján megépült a világ első sugárbiológiai intézete. Ez az intézmény ma az ő nevét viseli: Gray Laboratory of the Cancer Research Campaign. Gray munkáját szakmai körökben széles körben tisztelték. A British Institute of Radiology 1949-ben elnökének választotta; 1961-ben a Royal Society tagja lett.
Gray 1965-ben stroke-ot kapott, amelyből már sosem épült fel, így július 9-én Northwoodban elhunyt.

## Fordítás
- Ez a szócikk részben vagy egészben  a   Louis Harold Gray című angol Wikipédia-szócikk fordításán alapul.  Az eredeti cikk szerkesztőit annak laptörténete sorolja fel. Ez a jelzés csupán a megfogalmazás eredetét és a szerzői jogokat jelzi, nem szolgál a cikkben szereplő információk forrásmegjelöléseként.